# Ristoro a ponte

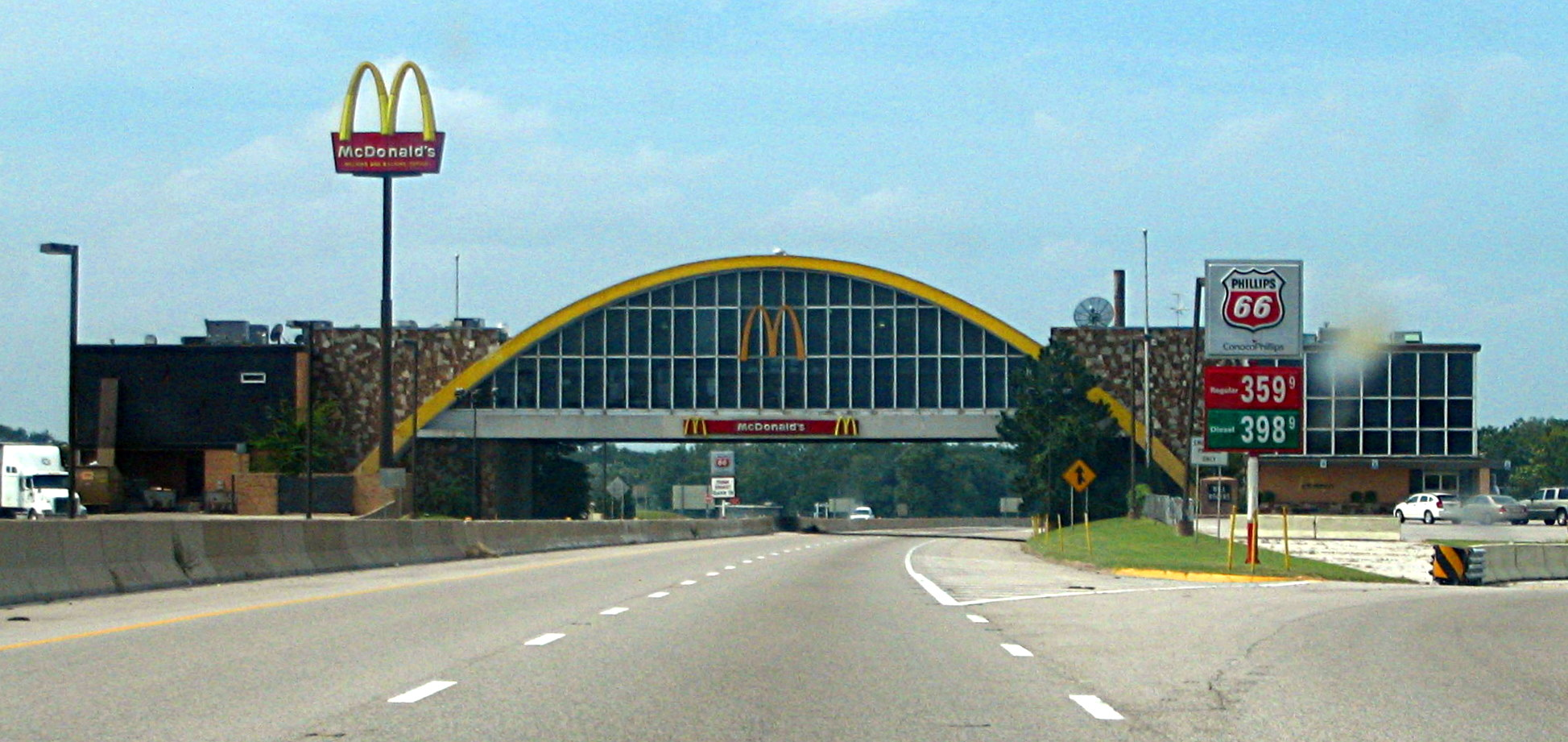
Il primo ristoro a ponte al mondo a Vinita, Oklahoma, costruito nel 1957

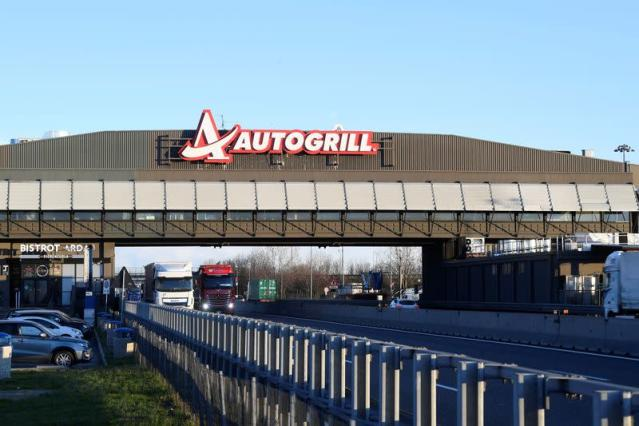
Il primo ristoro a ponte d'Europa a Fiorenzuola d'Arda, Italia, costruito nel 1959

Un ristoro a ponte è un ristorante costruito come un ponte su una strada, accessibile da entrambi i lati della strada senza necessità di attraversarla.

## Storia
Il primo edificio ristoro a ponte è stato realizzato a Vinita, Oklahoma, nel 1957. Nel 1958 altri cinque ne furono costruiti nell'Illinois, aperti nel 1959. Il primo ristoro a ponte  in Europa è l'autogrill progettato da Angelo Bianchetti aperto a Fiorenzuola d'Arda nel 1959. In Italia sono stati realizzati complessivamente dodici edifici della catena Pavesi e due della catena Motta (Cantagallo e Limenella), poi confluite in Autogrill. Il concetto è stato replicato in altri paesi d'Europa.

## Edifici ristoro a ponte
| Paese          | Area di servizio                  | Strada                         | Inaugurazione               | Gestore      | Coordinate                  |  |
| -------------- | --------------------------------- | ------------------------------ | --------------------------- | ------------ | --------------------------- |  |
| Svezia         | Gävle Bro                         | E4                             | 1987                        |              | 60°38′56″N 17°07′08″E       |  |
| Norvegia       | Holmestrand                       | E18                            |                             |              | 59°30′50.7″N 10°12′10″E     |  |
| Svezia         | Nyköpingsbro                      | E4                             | 1986                        |              | 58°44′56″N 16°55′14.9″E     |  |
| Regno Unito    | Charnock Richard services         | M6                             | 1963                        |              | 53°37′52.2″N 2°41′28″W      |  |
| Regno Unito    | Knutsford services                | M6                             | 1963                        |              | 53°18′02″N 2°24′06″W        |  |
| Regno Unito    | Keele services                    | M6                             | 1963                        |              | 52°59′35″N 2°17′21.9″W      |  |
| Regno Unito    | Leicester forest services         | M1                             | 1966                        |              | 52°37′07.4″N 1°12′21.6″W    |  |
| Germania       | Dammer Berge                      | A1                             | 1969                        |              | 52°32′24″N 8°06′49″E        |  |
| Germania       | ICC-Berlin                        | Messedamm                      | 02.04.1979                  |              | 52°30′16″N 13°16′46″E       |  |
| Paesi Bassi    | Oldenzaal                         |                                |                             |              | 52°17′47.4″N 6°55′25.2″E    |  |
| Paesi Bassi    | Den Ruygen Hoek                   | A4                             | 18.12.1980                  |              | 52°15′36″N 4°41′17″E        |  |
| Regno Unito    | Medway services                   | M2                             | 01.11.1963                  |              | 51°20′26.3″N 0°36′26.4″E    |  |
| Belgio         | Gierle                            | E34                            |                             |              | 51°17′30.8″N 4°52′19.2″E    |  |
| Belgio         | Silly                             | A8                             |                             |              | 50°41′01.4″N 3°53′51.4″E    |  |
| Belgio         | Barchon                           | A3                             |                             |              | 50°39′13.9″N 5°42′38″E      |  |
| Belgio         | Orival                            | A7                             | 2001                        |              | 50°36′53.6″N 4°18′01.3″E    |  |
| Belgio         | Verlaine                          | A15                            |                             |              | 50°35′34.6″N 5°18′13.3″E    |  |
| Germania       | Frankenwald                       | A9                             | 1967                        |              | 50°24′19″N 11°46′25″E       |  |
| Belgio         | Wanlin                            | A4                             | 1995                        |              | 50°08′34.8″N 5°04′43.2″E    |  |
| Belgio         | Arlon                             | A4                             |                             |              | 49°38′35.6″N 5°49′41.8″E    |  |
| Germania       | Haus der Deutschen Weinstraße     | Deutsche Weinstraße            | 1995                        |              | 49°36′33″N 8°10′53″E        |  |
| Francia        | Verdun Saint Nicolas (Haudiomont) | A4                             |                             |              | 49°07′09.2″N 5°30′34.3″E    |  |
| Francia        | Nemours                           | A6                             |                             |              | 48°15′45.6″N 2°43′19.2″E    |  |
| Francia        | Orléans-Saran                     | A10                            | 1975                        |              | 47°58′36″N 1°51′32.4″E      |  |
| Austria        | Auracher Löchl                    | Römerhofgasse, Kufstein        |                             |              | 47°34′56″N 12°10′05.8″E     |  |
| Svizzera       | Pratteln                          | A3                             | 26.10.1978                  |              | 47°31′39″N 7°42′03″E        |  |
| Svizzera       | Würenlos                          | A1                             | 13.05.1972                  |              | 47°26′17.5″N 8°20′51″E      |  |
| Svizzera       | Knonauer Amt                      | A4                             | 11.13.2009                  |              | 47°16′18.5″N 8°26′16.5″E    |  |
| Francia        | Beaune-Merceuil                   | A6                             | 29.10.1970                  |              | 46°57′40″N 4°50′11.2″E      |  |
| Francia        | Saint Albain                      | A6                             | 24.07.1971                  |              | 46°25′10″N 4°51′55.2″E      |  |
| Italia         | Novara                            | A4                             | 1962                        | Chef Express | 45°28′05.9″N 8°39′24″E      |  |
| Italia         | Brembo - Osio Sopra               | A4                             | 1962                        | Autogrill    | 45°37′54″N 9°35′55.4″E      |  |
| Italia         | Sebino - Erbusco                  | A4                             | 1962                        | Autogrill    | 45°35′37.3″N 9°57′53.8″E    |  |
| Italia         | Scaligera - Soave                 | A4                             | 1969                        | Autogrill    | 45°24′38.4″N 11°13′57.8″E   |  |
| Italia         | Limenella - Limena                | A4                             | 02.04.1967                  | Autogrill    | 45°26′54″N 11°50′41″E       |  |
| Italia         | Dorno                             | A7                             | 11.05.1964                  | Autogrill    | 45°08′52.8″N 8°59′29.4″E    |  |
| Italia         | Arda - Fiorenzuola d'Arda         | A1                             | 29.12.1959                  | Autogrill    | 44°57′44.4″N 9°54′18.4″E    |  |
| Italia         | Cantagallo - Casalecchio di Reno  | A1                             | 29.04.1961                  | Autogrill    | 44°27′21.6″N 11°16′48″E     |  |
| Italia         | Chianti - Bagno a Ripoli          | A1                             | 1962                        | Autogrill    | 43°43′45.2″N 11°19′59.9″E   |  |
| Italia         | Montepulciano                     | A1                             | 1967 demolito nel 2021      | Autogrill    | 43°08′09″N 11°51′51.5″E     |  |
| Italia         | Feronia                           | A1                             | 1964                        | Chef Express | 42°08′06.1″N 12°36′07″E     |  |
| Italia         | Frascati                          | A1                             | 1963                        | Chef Express | 41°49′54.7″N 12°39′23.5″E   |  |
| Italia         | Serravalle Pistoiese              | A11                            | 1962                        | Autogrill    | 43°53′28.1″N 10°49′31.2″E   |  |
| Italia         | Alfaterna Nocera Inferiore        | A3                             | 1971 demolito negli anni 80 | Autogrill    | 40°43′58.1″N 14°40′44.4″E   |  |
| Italia         | La Porta - Bologna                | via Stalingrado                | 2010                        |              | 44°30′41.07″N 11°21′26.16″E |  |
| Francia        | Lançon-Provence                   | A7                             |                             |              | 43°35′21.6″N 5°11′25.2″E    |  |
| Spagna         | Arrigorriaga                      | AP-68                          |                             |              | 43°11′26″N 2°53′47″W        |  |
| Spagna         | La Jonquera                       | E15                            |                             |              | 42°24′22.6″N 2°52′21.2″E    |  |
| Spagna         | Porta Cerdanya                    | E9                             |                             |              | 42°20′44.5″N 1°49′58.3″E    |  |
| Stati Uniti    | Lake Forest Oasis                 | Interstate 94                  | 1959                        |              | 42°15′10.6″N 87°54′04.8″W   |  |
| Stati Uniti    | Belvidere Oasis                   | Interstate 90                  | 1959                        |              | 42°14′00.3″N 88°50′04.4″W   |  |
| Stati Uniti    | Des Plaines Oasis                 | Interstate 90                  | 1959                        |              | 42°00′52.9″N 87°55′35.3″W   |  |
| Stati Uniti    | O'Hare Oasis                      | Interstate 294                 | 1959                        |              | 41°57′02″N 87°52′56.9″W     |  |
| Stati Uniti    | Hinsdale Oasis                    | Interstate 294                 | 1959                        |              | 41°47′00.6″N 87°54′28.3″W   |  |
| Stati Uniti    | Abraham Lincoln Oasis             | Interstate 80                  | 1967                        |              | 41°34′43.3″N 87°35′56.6″W   |  |
| Spagna         | Lleida                            | E90                            |                             |              | 41°32′33.6″N 0°38′15.8″E    |  |
| Spagna         | El Penedes                        | E90                            |                             |              | 41°17′19.3″N 1°35′32.2″E    |  |
| Spagna         | La Plana                          | E15                            |                             |              | 39°51′52″N 0°07′21″W        |  |
| Corea del Nord | Sohung (Hungsu-ri)                | AH 1 (Pjongjang - DMZ (-Seul)) |                             |              | 38°28′04.1″N 126°04′03.1″E  |  |
| Grecia         | Sirios - Malakasa                 | A1                             |                             |              | 38°15′21.6″N 23°45′00″E     |  |
| Stati Uniti    | Vinita, Oklahoma                  | Will Rogers Turnpike           | 1957                        |              | 36°37′23.9″N 95°08′52.9″W   |  |
| Malaysia       | Sungai Buloh                      | E1 (AH 2)                      |                             |              | 3°11′19.3″N 101°35′10.7″E   |  |
| Malaysia       | Subang Jaya                       | E6                             |                             |              | 3°01′32.3″N 101°34′32.2″E   |  |
| Malaysia       | Ayer Keroh                        | E2 (AH 2)                      |                             |              | 2°23′54.5″N 102°13′15.7″E   |  |
| Sudafrica      | Petroport                         | N1                             |                             |              | 25°36′59.8″S 28°16′41.8″E   |  |
| Sudafrica      | Midrand                           | N1                             |                             |              | 25°58′49.4″S 28°07′34.6″E   |  |
| Cile           | Peñaflor                          | AP-78                          | 1998                        |              | 33°38′03.4″S 70°52′08.3″W   |  |